# Никитовка (станция)
Ники́товка (укр. Микитівка) — станция Донецкой железной дороги, главная станция города Горловка Донецкой области.

## Появление станции
С развитием угольной промышленности в Донбассе были построены Курско-Харьково-Азовская железная дорога и населенный пункт Горловка. Ещё весной 1867 года на землях села Железное начались исследовательские работы, а в 1868 году купец С. С. Поляков получил от правительства подряд на строительство этой дороги.
В декабре 1868 года началась укладка рельсов, а в июле 1869 года стали ходить поезда от Курска до Харькова. 5 января 1870 года (23 декабря 1869 года по старому стилю) в торжественной обстановке с молебнами и оркестрами состоялось открытие движения на участке Харьков — Славянск — Таганрог.
Построенная за 20 месяцев Курско-Харьково-Азовская линия была довольно большой по масштабам того времени. Вдоль всей линии строители возвели десятки мостов через реки, проложили много железных и каменных труб для отвода сточных вод, построили 37 раздельных пунктов, 16 паровозных депо (в пределах нынешней Донецкой железной дороги находилось 5). Кроме того, было построено много сторожевых домов и казарм для рабочих, а также железнодорожных переездов, гидротехнических сооружений, пакгаузов и другого. В Никитовке депо было рассчитано на 2 паровоза.
Донецкий угольный бассейн требовал дальнейшего развития транспортной сети. В мае 1873 года, уже через год после пуска второй — Константиновской железной дороги Министерство путей сообщения Российской империи разработало крупный план строительства новых железных дорог в этом регионе. План был в целом правительством одобрен и после длинных пререканий 22 апреля 1875 года были приняты решения о строительстве Донецкой каменноугольной железной дороги.
В первую очередь планировалось построить линию Зверево-Колодезная и соединить её с Курско-Харьково-Азовской магистралью на станции Никитовка.
1 декабря 1878 года было открыто движение на линиях общей длиной 389 верст, которые веером расходились от станции Дебальцево к и другим станциям. 

## Техническая характеристика

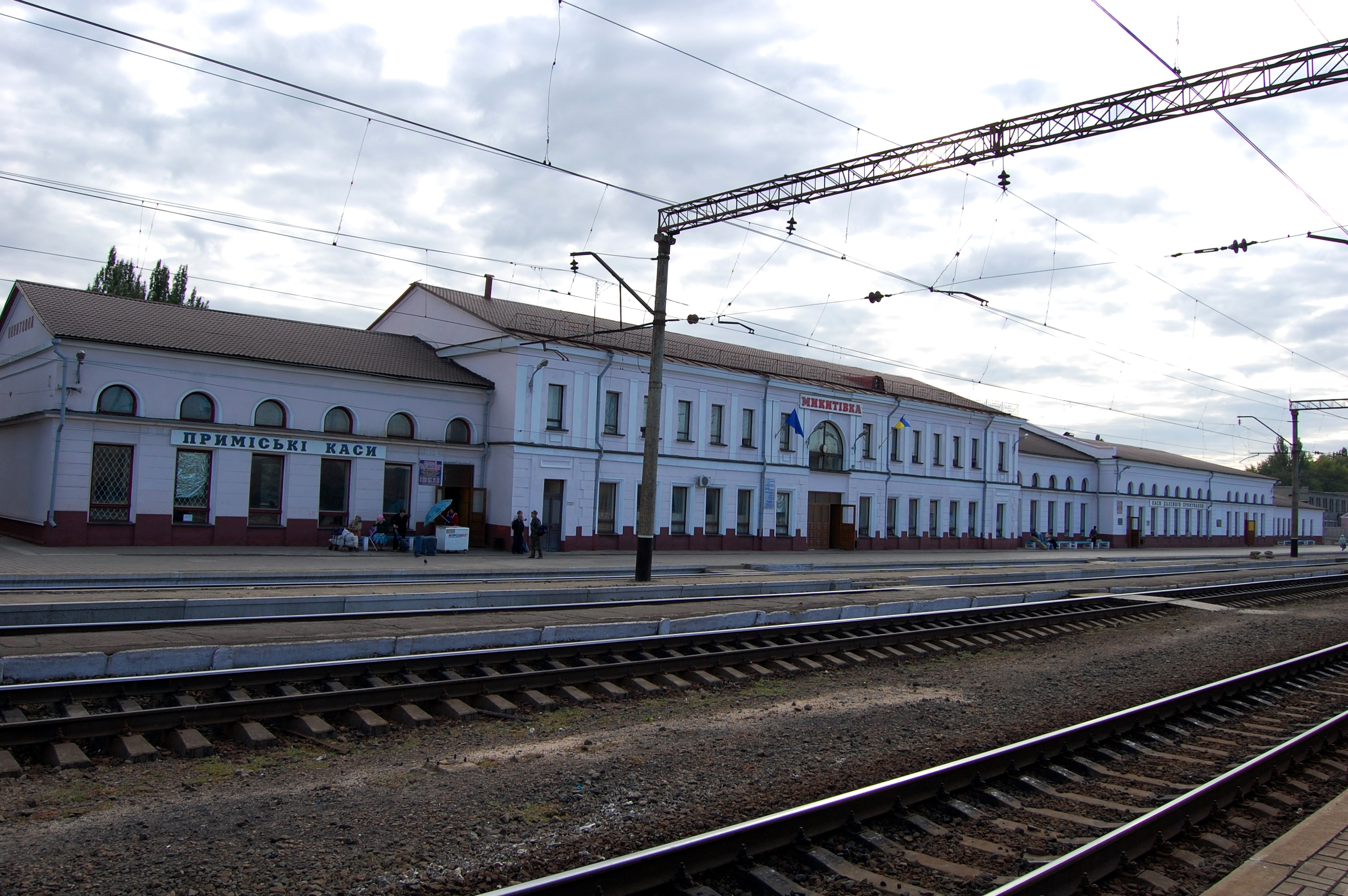
Станция Никитовка

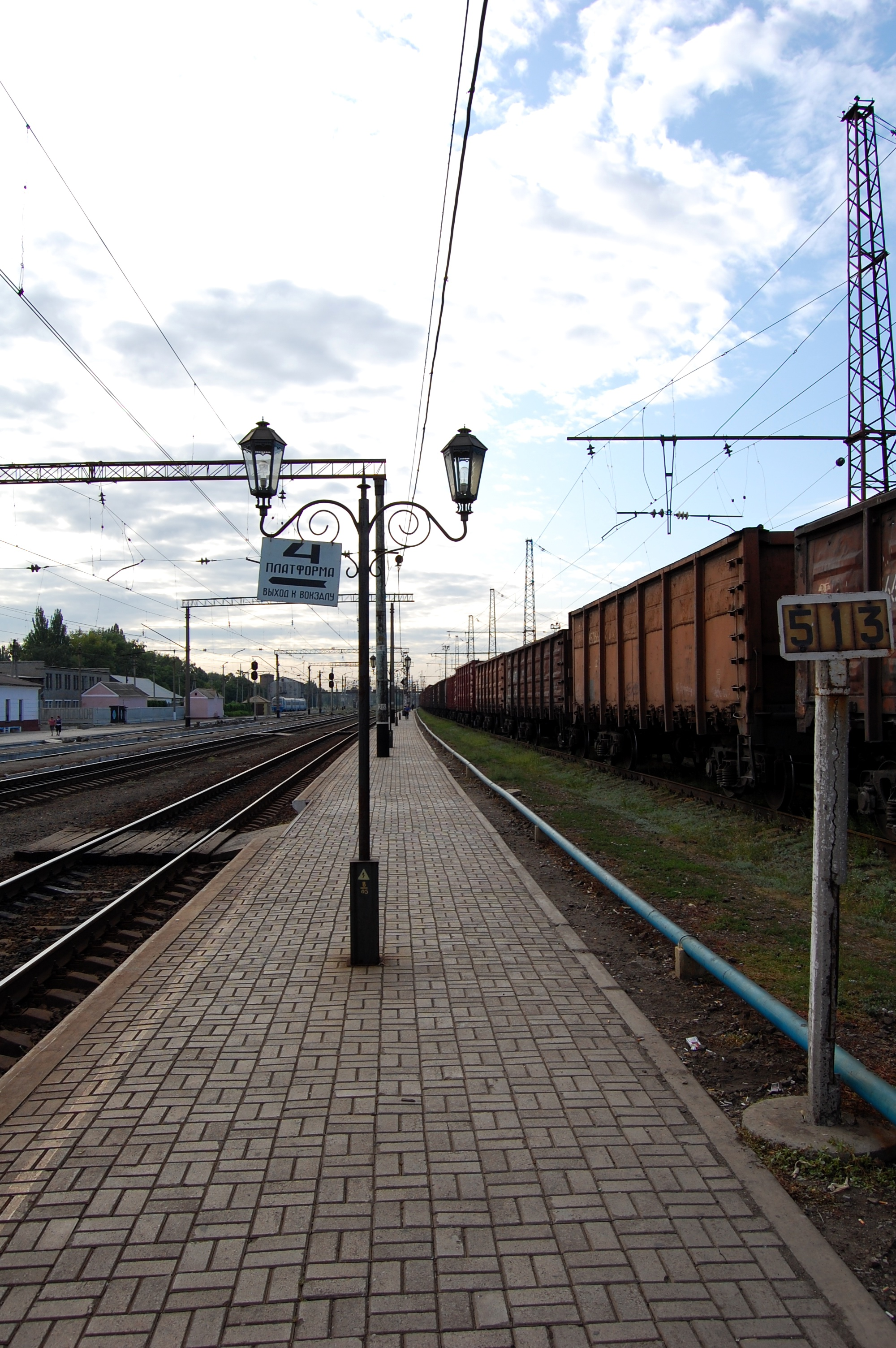
Платформа на станции Никитовка

По своему назначению и характеру работы, станция Никитовка — участковая станция с большим объёмом грузовой и пассажирской работ. Железнодорожный узел образован пересечением 2-х электрифицированных двухпутных железнодорожных линий: Красный Лиман — Дебальцево и Славянск — Иловайск. Кроме того, от узла есть однопутный выход в сторону станции Попасная.
Непосредственно к станции примыкает 5 перегонов:
- в нечетном направлении:
  - Никитовка — Майорская — двухпутный;
  - Никитовка — Магдалиновка — двухпутный;
- в четном направлении:
  - Никитовка — Горловка — двухпутный;
  - Никитовка — Байрак — двухпутный;
  - Никитовка — Трудовая — однопутный.

В каждом направлении движения, на станции Никитовка, есть приемо-отправочные и сортировочные парки, которые обеспечивают одновременный прием и отправление поездов по каждой примыкающей линии.
Для беспрерывного движения транзитных поездов служат: в четном направлении — I и II главные пути, в нечетном — III и IV — главные пути.
Пути для движения грузовых поездов объединяются в парки.

## Пассажирское хозяйство
Для обеспечения безопасной посадки и высадки пассажиров, кроме основной низкой платформы у пассажирского здания есть:
- у главного пути № I — низкая пассажирская платформа;
- у главного пути № II — низкая пассажирская платформа;
- у главного пути № III — низкая пассажирская платформа;
- на междупутье № IV-6 — низкая пассажирская платформа;
- на междупутье № 29-30 — низкая пассажирская платформа.

## Электрички
- Никитовка-Горловка
- Горловка-Байрак

## Дальнее следование по станции
По состоянию на 1 января 2015 года движение пассажирских поездов отсутствует. В 2018 году организовано несколько местных маршрутов электричек.

## Снегозащитные лесные полосы
Железная дорога пролегала в южных степных районах с капризной и непостоянной зимой. Небольшие морозы чаще всего сопровождаются густыми снегопадами. Такая погода могла полностью парализовать движение на несколько дней, которые в свою очередь задерживало отправку угля и служило причиной больших убытков для железной дороги.
К тому времени для защиты от снега применялись лишь переносные деревянные щиты, но были не очень эффективны. Во-первых, на их изготовление уходило много дерева. Во-вторых, для них удержание и переноса требовалась хорошая рабочая сила. Возникла необходимость использовать более эффективные меры.
М. К. Срединский решил разработать технологию «Живой зелёной защиты» как наиболее эффективного средства борьбы с заносами. Правда, его идею встретили с определённым скепсисом. Ботаник начал подготовительную работу около станции Никитовка, где начал выращивать необходимый садовый материал. Первая лесная посадка имела небольшую площадь. Садовый материал был выращен в Великоанадольском лесничестве. Насаждения делались, в основном, в 7 рядов и в отдельных случаях, где позволяла полоса подвода, они доходили до 30 рядов.
Но опыт работы первых небольших звеньев с лесопосадками вдоль линии колеи в зимний период дал блестящие результаты. Метод М. К. Срединского победил. В следующие года снегозащитные лесные полосы были распространены почти по всем железным дорогам.

## Известные сотрудники
- Труфанов, Владимир Алексеевич (род. 1931) — составитель поездов, Герой Социалистического Труда[2].

## Мемориальные доски и памятники
На станции установлено три мемориальные доски и один памятник:
| - Мемориальная доска М. Срединскому - Мемориальная доска бойцам 11 кавалерийской дивизии - Мемориальная доска о размещении красногвардейского штаба | - Памятник В. И. Ленину |

## Фотогалерея станции

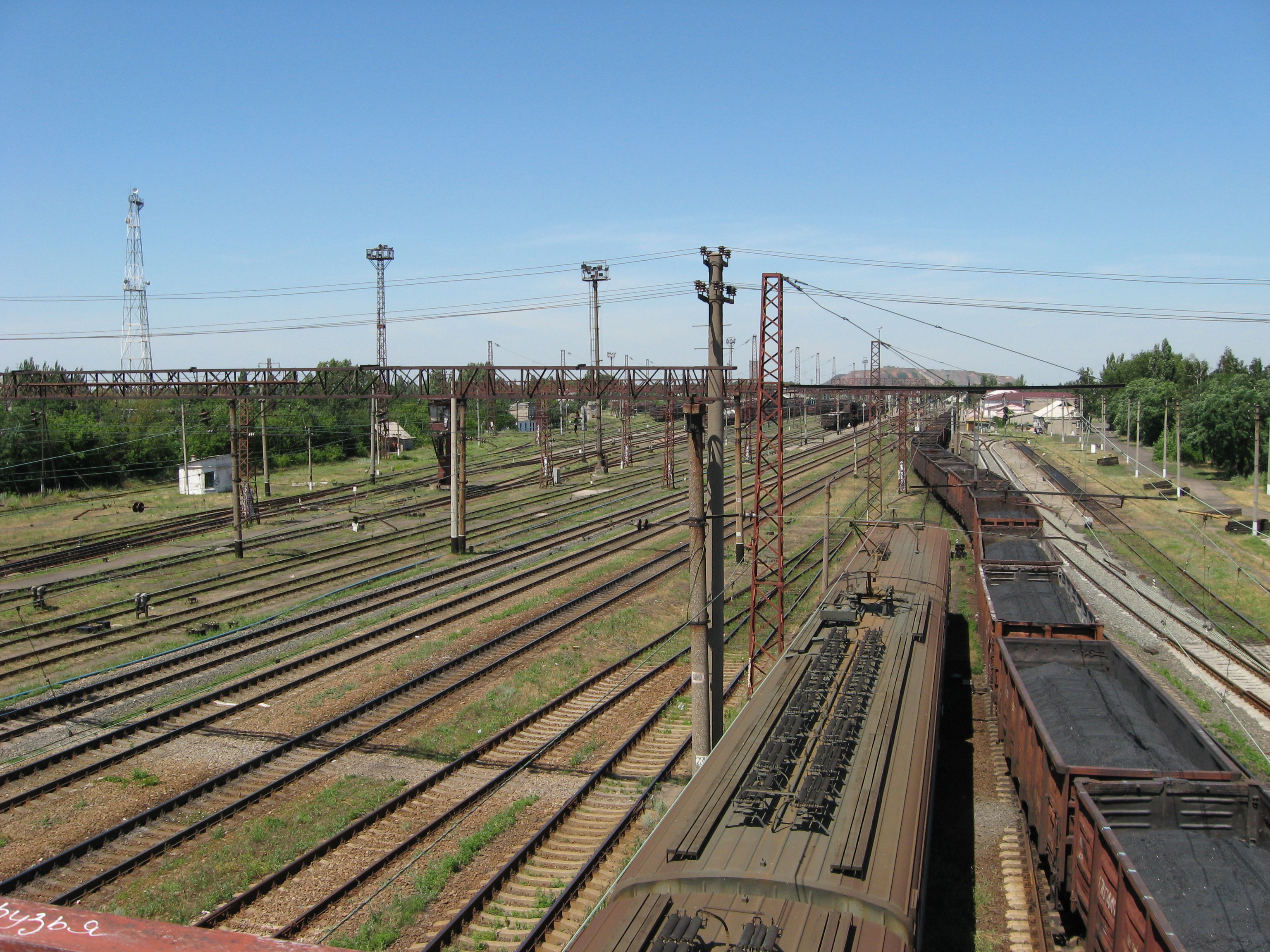
Общий вид
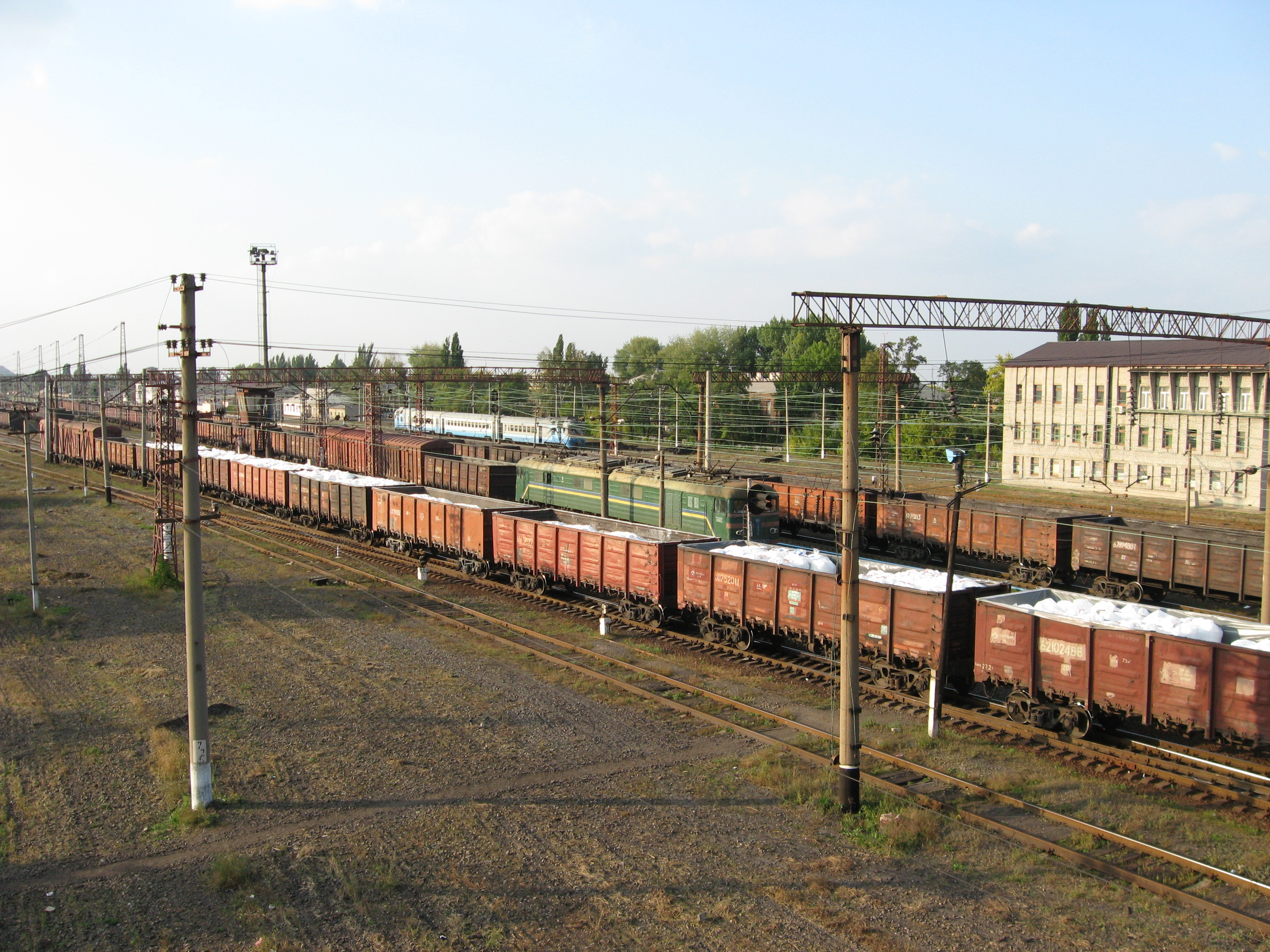
Азовский парк ст.Никитовка
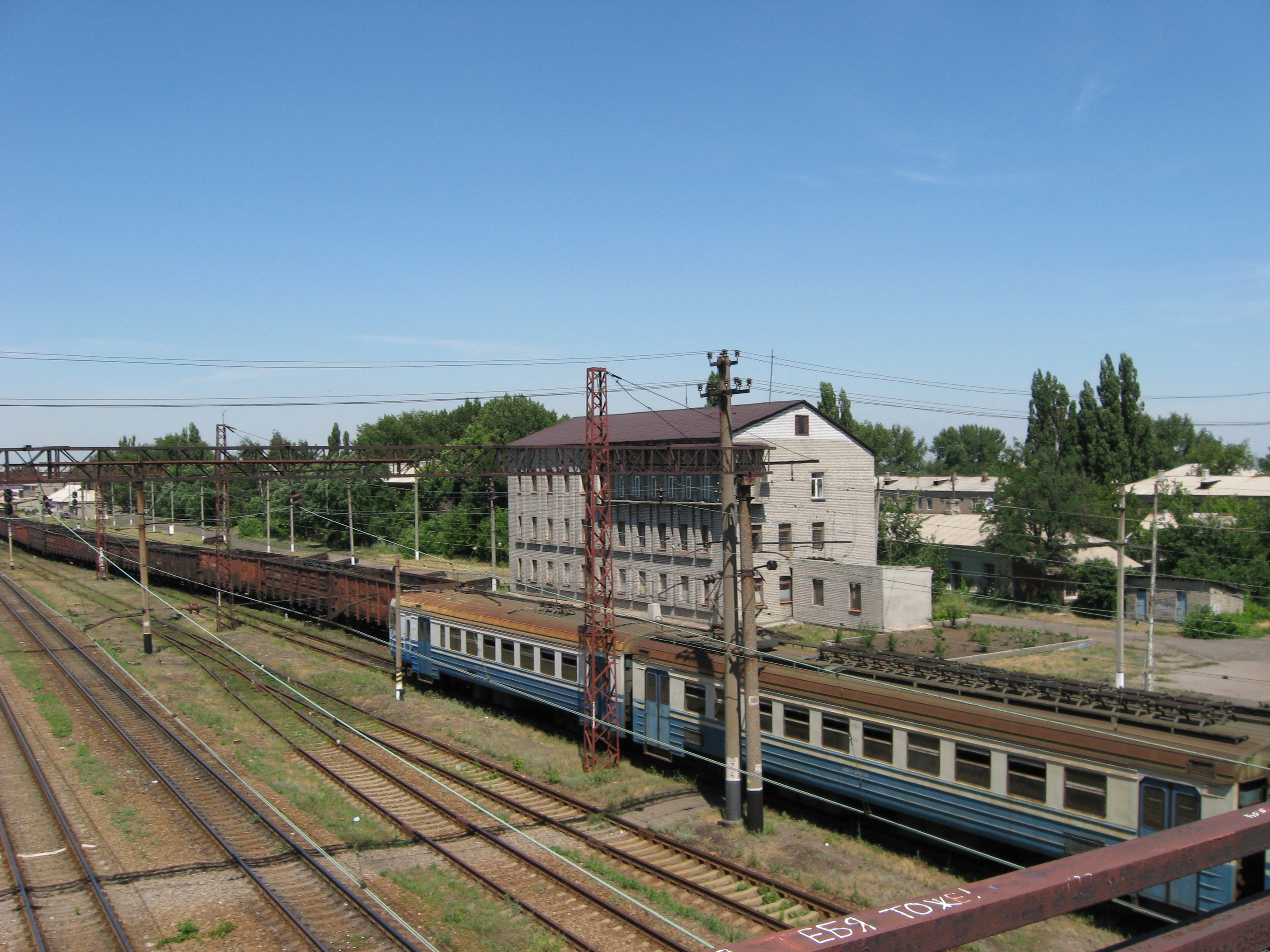
Пост ЭЦ ст.Никитовка
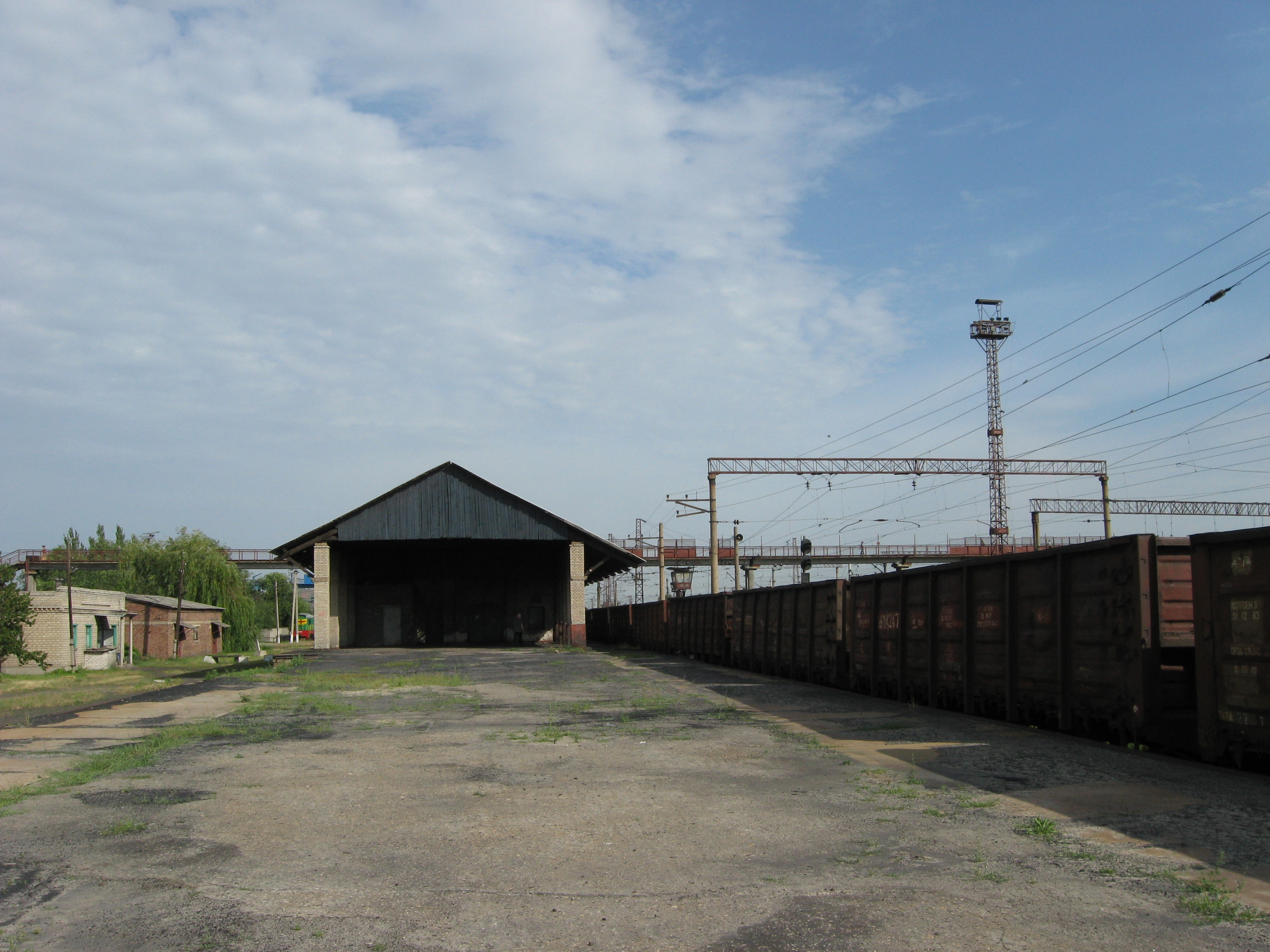
Высокая платформа ст.Никитовка (рампа)